# Municipio de Paxton (Minnesota)
El municipio de Paxton (en inglés: Paxton Township) es un municipio ubicado en el condado de Redwood en el estado estadounidense de Minnesota. En el año 2010 tenía una población de 555 habitantes y una densidad poblacional de 5,82 personas por km².

## Geografía
El municipio de Paxton se encuentra ubicado en las coordenadas 44°30′28″N 95°2′14″O / 44.50778, -95.03722. Según la Oficina del Censo de los Estados Unidos, el municipio tiene una superficie total de 95.4 km², de la cual 94,86 km² corresponden a tierra firme y (0,57 %) 0,55 km² es agua.

## Demografía
Según el censo de 2010, había 555 personas residiendo en el municipio de Paxton. La densidad de población era de 5,82 hab./km². De los 555 habitantes, el municipio de Paxton estaba compuesto por el 61,98 % blancos, el 34,59 % eran amerindios, el 0,72 % eran asiáticos y el 2,7 % eran de una mezcla de razas. Del total de la población el 2,88 % eran hispanos o latinos de cualquier raza.